# Cutlerville
Cutlerville es un lugar designado por el censo ubicado en el condado de Kent en el estado estadounidense de Míchigan. En el Censo de 2010 tenía una población de 14370 habitantes y una densidad poblacional de 942,94 personas por km².

## Geografía
Cutlerville se encuentra ubicado en las coordenadas 42°50′21″N 85°40′28″O / 42.83917, -85.67444. Según la Oficina del Censo de los Estados Unidos, Cutlerville tiene una superficie total de 15.24 km², de la cual 15.2 km² corresponden a tierra firme y (0.25%) 0.04 km² es agua.

## Demografía
Según el censo de 2010, había 14370 personas residiendo en Cutlerville. La densidad de población era de 942,94 hab./km². De los 14370 habitantes, Cutlerville estaba compuesto por el 82.21% blancos, el 7.19% eran afroamericanos, el 0.8% eran amerindios, el 2.96% eran asiáticos, el 0.02% eran isleños del Pacífico, el 3.75% eran de otras razas y el 3.07% pertenecían a dos o más razas. Del total de la población el 8.18% eran hispanos o latinos de cualquier raza.